# Jakub Lubowicz
Jakub Lubowicz (ur. 17 grudnia 1978 w Zakopanem) – kompozytor, aranżer, dyrygent, pianista, producent muzyczny, właściciel firmy eLmusic oraz kierownik muzyczny Teatru Roma w Warszawie.

## Życiorys[1]
Absolwent Akademii Muzycznej w Warszawie (fortepian klasyczny u prof. Alicji Palety-Bugaj, 2003 r.) oraz Akademii Muzycznej w Katowicach (fortepian jazzowy u prof. Wojciecha Niedzieli, 2008 r.). Ogromny wpływ na rozwój jego pianistyki miał prof. Mikołaj Piatikow, jego nauczyciel prowadzący w Państwowym Liceum Muzycznym w Rzeszowie, które ukończył w 1997 roku. Jest również absolwentem Studium Jazzowego „Bednarska” w Warszawie, gdzie uczył się pod okiem Andrzeja Jagodzińskiego (2003 r.). Laureat klasycznych oraz jazzowych konkursów pianistycznych. Występował na wielu festiwalach muzycznych, zarówno muzyki klasycznej, jak i jazzowej. Jest wykładowcą na Uniwersytecie Muzycznym im. Fryderyka Chopina na Wydziale Wokalnym, a także nauczycielem w Zespole Państwowych Szkół Muzycznych II st. im. Fryderyka Chopina w Warszawie „Bednarska”. W swojej twórczości zarówno wykonawczej, jak i kompozytorskiej porusza się w różnych gatunkach i estetykach muzycznych. Szczególnie bliskie są mu klasyka oraz jazz, ale nie mniejszą wagę przykłada do współczesnych gatunków muzyki, takich jak dubstep, electro, house, pop, hip-hop, rock czy metal, z których czerpie inspiracje.
Współpracuje z wieloma artystami polskiej sceny muzycznej. Regularnie występuje ze swoją siostrą Niką Lubowicz, jedną z czołowych jazzowych wokalistek młodego pokolenia w Polsce, a także z bratem Dawidem Lubowiczem, współtwórcą i członkiem Atom String Quartet, laureatem m.in. dwóch Fryderyków w dziedzinie muzyki jazzowej.
Jako pianista i muzyk sesyjny wystąpił na kilkudziesięciu płytach innych artystów. Od 2014 roku jest kierownikiem muzycznym Festiwalu „Pamiętajmy o Osieckiej”. Skomponował wiele utworów instrumentalnych, singli oraz piosenek.

## Kompozytor
- „Adonis ma gościa” – premiera: Teatr Muzyczny Roma 2011 r.
- „Proces – spektakl muzyczny” – premiera: Teatr Muzyczny Roma 2013 r.
- „Brzydki kaczorek” – premiera: Opera i Filharmonia Podlaska 2014 r.
- „Księga dżungli” – premiera: Teatr Muzyczny Roma 2016 r.
- „Piloci” – premiera: Teatr Muzyczny Roma 2017 r.[3]
- „Przypadki Robinsona Crusoe” – premiera: Teatr Muzyczny Roma 2019 r.[4]
- „Księga dżungli” – premiera: Opera i Filharmonia Podlaska 2019 r.[5]
- „Księga dżungli” – premiera: Teatr Muzyczny w Poznaniu 2020 r.[6]
- „Księga dżungli” – premiera: Teatr Muzyczny im. Danuty Baduszkowej w Gdyni 2020 r.
- „Tadek na tropach Minotaura. Musical mitologiczny” – premiera: Teatr Muzyczny w Łodzi 2021 r.[7]
- „Wciąż pytasz czemu – piosenka w wykonaniu Andrzeja Lamperta promująca film „Nędzarz i madame” 2021 r.[8]
- „Podróż do Narnii” – premiera: Franciszkański Ośrodek Kultury w Leżajsku 2022 r.[9]
- „Fantazja na tematy polskie” – premiera: Elbląska Orkiestra Kameralna 2023 r.[10]
- „Dracula” – premiera: Teatr Muzyczny w Łodzi 2024 r.[11]
- "Mikołajek" - premiera: Kujawsko - Pomorski Teatr Muzyczny 2024 r. [12]

## Kierownik muzyczny
- „Magiczny sklep z zabawkami” – premiera: Teatr Palladium 2010 r.
- „Adonis ma gościa” – premiera: Teatr Muzyczny Roma 2011 r.
- „Deszczowa piosenka” (asystent Krzysztofa Herdzina oraz drugi dyrygent) – premiera: Teatr Muzyczny Roma 2012 r.
- Festiwal „Dwa teatry” – koncert Ewy Konstancji Bułhak, TVP 2013 r.
- „Archipelag sław – koncert galowy 16 Festiwalu Pamiętajmy o Osieckiej, TVP 2013 r.
- „Siodło Pegaza” – premiera: Teatr Narodowy 2013 r.[13]
- „Ale Musicale” – premiera: Teatr Muzyczny Roma 2013 r.
- „Proces – spektakl muzyczny” – premiera: Teatr Muzyczny Roma 2013 r.
- „Brzydki kaczorek” – premiera: Opera i Filharmonia Podlaska 2014 r.[14]
- „Śpiewajcie w naszej bajce” – koncert z udziałem gwiazd z okazji Międzynarodowego Dnia Dziecka, TVP 2014 r.
- „Jubileuszowe dedykacje – Elżbieta Wojnowska”, TVP 2014 r.
- „Swingowe Święta” – premiera: Teatr Muzyczny Roma 2014 r.
- „Mamma Mia!” – premiera: Teatr Muzyczny Roma 2015 r.
- „Alicja w krainie czarów” – premiera: Teatr Muzyczny Roma 2015 r.
- „Szarp pan bas” – premiera: Teatr im. J. Osterwy w Lublinie 2015 r.
- „Adonis ma gościa” – premiera: Opera i Filharmonia Podlaska 2015 r.
- „Magiczne zabawki” – Opera Nova w Bydgoszczy 2015 r.[15]
- „Pięć ostatnich lat” – premiera: Teatr Muzyczny Roma 2016 r.[16]
- „Księga dżungli” – premiera: Teatr Muzyczny Roma 2016 r.
- „Uciekająca Panna Młoda” – recital Ewy Konstancji Bułhak 2016 r.
- „Moja ballada” – recital Anny Sroki-Hryn 2016 r.
- „Lulejże mi lulej” – Teatr Muzyczny Roma 2016 r.
- Koncert Galowy XX festiwalu „Pamiętajmy o Osieckiej” – Teatr Muzyczny Roma 2017 r.
- „Piloci” – premiera: Teatr Muzyczny Roma, 2017 r.[3]
- „Once” – premiera: Teatr Muzyczny Roma, 2018 r.[17]
- „Księga dżungli” – premiera: Opera i Filharmonia Podlaska 2019 r.
- „Przypadki Robinsona Crusoe” – premiera: Teatr Muzyczny Roma 2019 r.[4]
- „Aida” – musical Eltona Johna i Time’a Rice’a – premiera: teatr Muzyczny Roma 2019 r.[18]
- „Księga dżungli” – premiera: Teatr Muzyczny w Poznaniu 2020 r.[6]
- „Niestety to nie ty” – premiera: Teatr Muzyczny Roma 2020 r.[19]
- „Księga dżungli” – premiera: Teatr Muzyczny im. Danuty Baduszkowej w Gdyni 2020 r.
- „Waitress” – premiera: Teatr Muzyczny Roma 2021 r.
- „Tadek na tropach Minotaura. Musical mitologiczny” – premiera: Teatr Muzyczny w Łodzi 2021 r.[7]
- „Wciąż pytasz czemu – piosenka w wykonaniu Andrzeja Lamperta promująca film „Nędzarz i madame” 2021 r.[8]
- „Pretty Woman” premiera: Teatr Muzyczny w Łodzi 2021 r.[20]
- „Podróż do Narnii” – premiera: Franciszkański Ośrodek Kultury w Leżajsku 2022 r.[9]
- „Z ręką na gardle” – premiera: Teatr Współczesny w Warszawie 2023 r.[21]
- „We Will Rock You” – premiera: Teatr Muzyczny Roma 2023 r.[22]
- „Złap mnie jeśli potrafisz” – premiera: Teatr Muzyczny w Łodzi 2023 r.[23]
- „Tik tik bum” – premiera: Teatr Muzyczny Roma 2023 r.[24]
- „Dracula” – premiera: Teatr Muzyczny w Łodzi 2024 r.[11]
- "Bajo bongo" - premiera: Teatr Muzyczny Roma 2024 r. [25]
- "Mikołajek" - premiera: Kujawsko - Pomorski Teatr Muzyczny 2024 r. [12]

## Aranżer
- „Adonis ma gościa” – premiera: Teatr Muzyczny Roma 2011 r.
- Festiwal „Dwa teatry” – koncert Ewy Konstancji Bułhak, TVP 2013 r.
- „Archipelag sław – koncert galowy 16 Festiwalu Pamiętajmy o Osieckiej, TVP 2013 r.
- „Siodło Pegaza” – premiera:Teatr Narodowy 2013 r.
- „Ale Musicale” – premiera: Teatr Muzyczny Roma 2013 r.
- „Proces – spektakl muzyczny” – premiera: Teatr Muzyczny Roma 2013 r.
- „Klub Kawalerów” – premiera: Teatr Muzyczny w Gdyni 2013 r.[26]
- Galowe koncerty Sylwestrowo-Noworoczne w Operze Nova w Bydgoszczy 2013 r.
- Koncerty Sylwestrowe w Teatrze Muzycznym im. D. Baduszkowej w Gdyni, 2013 r.
- „Śpiewajcie w naszej bajce” – koncert z udziałem gwiazd z okazji Międzynarodowego Dnia Dziecka – TVP 2014 r.
- „Jubileuszowe dedykacje – Elżbieta Wojnowska”, TVP 2014 r.
- „Brzydki kaczorek” – premiera: Opera i Filharmonia Podlaska 2014 r.[14]
- „O straszliwym smoku, dzielnym szewczyku, prześlicznej królewnie i królu Gwoździku” – premiera: Teatr Muzyczny w Gdyni 2014 r.
- „Cohen – Nohavica” – premiera: Teatr Buffo 2014 r.
- „Swingowe Święta” – premiera: Teatr Muzyczny Roma 2014 r.
- Galowe koncerty Sylwestrowo-Noworoczne w Operze Nova w Bydgoszczy, 2014 r.
- Koncerty Sylwestrowe w Teatrze Muzycznym im. D. Baduszkowej w Gdyni, 2014 r.
- „Szarp pan bas” – premiera: Teatr im. J. Osterwy w Lublinie 2015 r.
- „Alicja w krainie czarów” – premiera: Teatr Muzyczny Roma 2015 r.
- „Adonis ma gościa” – premiera: Opera i Filharmonia Podlaska 2015 r.
- Galowe koncerty Sylwestrowo-Noworoczne w Operze Nova w Bydgoszczy, 2015 r.
- Koncerty Sylwestrowe w Teatrze Muzycznym im. D. Baduszkowej w Gdyni, 2015 r.
- „Księga dżungli” – premiera: Teatr Muzyczny Roma 2016 r.
- „Uciekająca Panna Młoda” – recital Ewy Konstancji Bulhak 2016 r.
- „Moja ballada” – recital Anny Sroki-Hryń 2016 r.
- „Lulejże mi lulej” – Teatr Muzyczny Roma 2016 r.
- Galowe koncerty Sylwestrowo-Noworoczne w Operze Nova w Bydgoszczy, 2016 r.
- Koncerty Sylwestrowe w Teatrze Muzycznym im. D. Baduszkowej w Gdyni, 2016 r.
- Koncert Galowy XX festiwalu „Pamiętajmy o Osieckiej” – Teatr Muzyczny Roma 2017 r.
- „Piloci” – premiera: Teatr Muzyczny Roma, jesień 2017 r.[3]
- Galowe koncerty Sylwestrowo-Noworoczne w Operze Nova w Bydgoszcz,y 2017 r.[27]
- Koncerty Sylwestrowe w Teatrze Muzycznym im. D. Baduszkowej w Gdyni, 2017 r.
- Jubileuszowy Koncert 100-lecia ZAiKS-u | Teatr Wielki – Opera Narodowa | 19 marca 2018 | TVP 2 | Aranżer oraz dyrygent[28]
- Galowe koncerty Sylwestrowo-Noworoczne w Operze Nova w Bydgoszczy, 2018 r.[29]
- Koncerty Sylwestrowe w Teatrze Muzycznym im. D. Baduszkowej w Gdyni, 2018 r.
- „Księga dżungli” – premiera: Opera i Filharmonia Podlaska 2019 r.
- „Przypadki Robinsona Crusoe” – premiera: Teatr Muzyczny Roma 2019 r.
- „Księga dżungli” – premiera: Teatr Muzyczny w Poznaniu 2020 r.
- „Niestety to nie ty” – premiera: Teatr Muzyczny Roma 2020 r.
- „Chwytaj dzień – największe przeboje Zbigniewa Wodeckiego śpiewa Robert Rozmus” – premiera: Teatr miejski Leszno 2020 r.[30]
- „Księga dżungli” – premiera: Teatr Muzyczny im. Danuty Baduszkowej w Gdyni 2020 r.
- „Tadek na tropach Minotaura. Musical mitologiczny” – premiera: Teatr Muzyczny w Łodzi 2021 r.[7]
- „Wciąż pytasz czemu – piosenka w wykonaniu Andrzeja Lamperta promująca film „Nędzarz i madame” 2021 r.[8]
- „Podróż do Narnii” – premiera: Franciszkański Ośrodek Kultury w Leżajsku 2022 r.[9]
- „Z ręką na gardle” – premiera: Teatr Współczesny w Warszawie 2023 r.[21]
- „Dzielny Głębinek” – premiera: Teatr Muzyczny Roma 2023 r.[31]
- „Dracula” – premiera: Teatr Muzyczny w Łodzi 2024 r.[11]
- "Bajo bongo" - premiera: Teatr Muzyczny Roma 2024 r. [25]
- "Mikołajek" - premiera: Kujawsko - Pomorski Teatr Muzyczny 2024 r. [12]

## Producent muzyczny płyt
- „Adonis ma gościa”, 2011 r.
- „Alicja w krainie czarów”, 2015 r.
- „Mamma Mia!”, 2016 r. (uzyskała status potrójnej platyny)
- „Księga dżungli”, 2016 r.
- „Pięć ostatnich lat”, 2016 r.
- „Piloci” CD 2017 r.[3] (status platynowej płyty)[32]
- „Piloci” Winyl – limitowana, numerowana edycja, 2018 r.[33]
- „Przypadki Robinsona Crusoe”, 2019 r. (nominowana do nagrody Fryderyka 2020)